# Papillilabium beckleri
Papillilabium beckleri là một loài thực vật có hoa trong họ Lan. Loài này được (F.Muell. ex Benth.) Dockrill mô tả khoa học đầu tiên năm 1967.